# The Legend of Korra mùa 2
Quyển 2: Linh giới là mùa thứ hai của loạt phim hoạt hình Mỹ The Legend of Korra. Mùa này gồm 14 tập, được phát sóng từ ngày 13 tháng 9 đến ngày 22 tháng 11 năm 2013 trên kênh Nickelodeon.

## Tổng quan
Quyển 2 lấy bối cảnh sáu tháng sau các sự kiện của phần đầu. Korra tiếp tục hành trình học hỏi và đối mặt với những mối đe dọa mới, lần này là sự mất cân bằng giữa thế giới vật chất và Linh giới. Cô trở về Nam Thủy tộc và bị cuốn vào cuộc xung đột chính trị giữa hai chi nhánh Nam - Bắc của bộ tộc, đồng thời phát hiện ra âm mưu của chú mình – Unalaq, Thủ lĩnh Bắc Thủy tộc, kẻ muốn hợp nhất với Vaatu – tinh linh bóng tối – để trở thành Hắc Avatar.
Mùa phim cũng giới thiệu về nguồn gốc của Avatar thông qua câu chuyện của Wan – Avatar đầu tiên, mở rộng bối cảnh thần thoại và lịch sử của thế giới Avatar. Korra phải học cách kết nối sâu hơn với Linh giới và chấp nhận vai trò tâm linh của mình để ngăn chặn sự hủy diệt.

## Diễn viên lồng tiếng chính
- Janet Varney trong vai Korra
- J.K. Simmons trong vai Tenzin
- David Faustino trong vai Mako
- P.J. Byrne trong vai Bolin
- Seychelle Gabriel trong vai Asami Sato
- Lisa Edelstein trong vai Kya
- Richard Riehle trong vai Bumi
- Adrian LaTourelle trong vai Unalaq
- Jonathan Adams trong vai Vaatu
- Steven Yeun trong vai Wan

## Đón nhận
Mùa 2 nhận được nhiều ý kiến trái chiều từ khán giả và giới phê bình. Trong khi một số người khen ngợi chiều sâu thần thoại và sự mở rộng thế giới, thì một số khác cho rằng cốt truyện chưa nhất quán và nhịp phim đôi lúc chậm. Tuy vậy, phần kết hoành tráng và phần kể lại nguồn gốc Avatar được đánh giá cao.

## Phát hành
Mùa 2 được phát hành trên DVD và Blu-ray vào năm 2014. Một số tập cũng được phát hành trực tuyến trên trang web chính thức của Nickelodeon.